# Eddie Offord
Eddie Offord es un conocido productor discográfico e ingeniero de sonido retirado que trabajó en su estudio de ADVISION en Londres en algunos de los álbumes más famosos en la década de los años 70. Se le conoce sobre todo por su trabajo en el rock progresivo con grupos como Emerson, Lake & Palmer y Yes. ELP escribió, como tributo a Eddie Offord, la canción Are you ready, Eddie?, editada en 1971 en su álbum Tarkus . Chris Squire, de Yes, describió la influencia de Offord en su álbum Fragile con las siguientes palabras: la madurez de "Eddie Offord como un productor e ingeniero da a Fragile la profundidad sonora y la sofistificación que merece, haciendo precisamente que el álbum sea frágil".
En 1999 Eddie Offord se retiró del negocio discográfico. En una entrevista para NME Offord afirmó que la música ya no es una parte importante de su vida, pero que halla tiempo para trabajar con personas como David Sancious, ELP o Yes. Vive actualmente en el sur de California con su esposa y sus dos hijos. Disfruta la mayor parte de su tiempo navegando en su barco.

## Algunos trabajos producidos por Eddie Offord
- Con Emerson, Lake and Palmer
  - Emerson, Lake & Palmer (1970)
  - Tarkus (1971)
  - Pictures at an Exhibition (1971, grabado en vivo, mezclado con Eddie Offord)
  - Trilogy (1972)
  - Brain Salad Surgery (1973)
  - Welcome Back My Friends to the Show That Never Ends (1974, grabado en vivo, mezclado con Eddie Offord)

- Con Yes
  - The Yes Album (1971)
  - Fragile (1971)
  - Close to the Edge (1972)
  - Tales from Topographic Oceans (1973)
  - Relayer (1974)
  - Yessongs (1973)
  - Drama (1980)

- Con 311
  - Music (1993)
  - Grassroots (1994)